# Mike (Somogy)
Mike est un village et une commune du comitat de Somogy en Hongrie.